# Jacques de Poligny
Pour les articles homonymes, voir Poligny.
Jacques de Poligny (1545? - 1592), noble et homme de guerre, lieutenant du connétable de Lesdiguières et gouverneur de Gap

## Famille
Il existe plusieurs familles de Poligny. Celle de Jacques de Poligny (1545? - 1592), famille de Poligny éteinte, est originaire du Dauphiné. Selon  Courcelles, elle a pour auteur Jean de Poligny, dont le fils épousa, en 1517, Marguerite d'Orcières.

## Biographie
En 1576, Jacques de Poligny se rangea aux côtés de de Bonne lorsque celui-ci prit la tête de la révolte des protestants en Champsaur. Il défendit la Mure contre le duc de Mayenne en 1581, et participa aux combats de Sault (1587) et de Puymaure (1588). Nommé par Lesdiguières gouverneur de Gap en 1589, il combattit encore avec lui à Pontcharra et à Esparron en 1591, et fut tué au siège de Beynes le 15 mai 1592.
Il avait épousé en 1575 Doulcette de la Place, dont il eut un fils, Pierre, et deux filles. Pierre hérita du titre de coseigneur de Poligny, mais sous la tutelle de sa mère car il était mineur en 1592, et en partage avec Elie-Pierre, cousin de son père.

## Généalogie
Cette famille n'est pas à confondre avec celle des comtes de Poligny originaire de l'ancien comté de Bourgogne. 
En ligne directe, à l'aîné des fils sauf de Pierre I à ses deux premiers fils, et ce jusqu'à extinction de la lignée :
- Roux ou Rodolphe de Poligny (début XIVe siècle)
- François de Poligny
- Lagier ou Léger de Poligny
- Jean I de Poligny
- Jean II de Poligny (? - 1450?)
- Antoine de Poligny ; sa sœur cadette Catherine est dame de Poligny
- Pierre I de Poligny

Puis branche aînée :
- Pierre II de Poligny (1520? - ?)
- Jacques I de Poligny (1545 - 1592)
- Pierre III de Poligny (? - 1656)[5], sous tutelle de sa mère de 1592 à sa majorité
- Jacques II de Poligny (1643 - 1721)
- Joseph de Poligny
- Louis de Poligny (? - 1728), qui lègue à sa cousine Angélique

et branche cadette :
- Guigues de Poligny (1520? - 1585?)
- Elie-Pierre de Poligny
- Etienne de Poligny (? - 1645?)
- Pierre IV de Poligny
- Jacques III de Poligny
- Gaspard de Poligny, qui lègue à sa sœur Angélique

Angélique, dame de Poligny, épouse Charles de Revillasc (? - 1765?), et lègue la seigneurie à son fils Jacques de Revillasc peu avant la Révolution.

### Blason des Poligny
De gueules à trois chevrons d'argent au chef d'or chargé d'un renard passant de gueules.

## Sources
- Jean Gueydan, Les seigneurs du Beaumont, éditions du Cosmogone, 2003,  (ISBN 2-914238-40-1), pp.371-375.
- Adolphe Rochas, Biographie Du Dauphiné, 1860, pp. 323-324.
- Eugène Haag et Émile Haag, La France protestante ou Vies des protestants français, 1858.
- Charles Charronnet, Les guerres de religion et la société , protestante dans les Hautes-Alpes (1560-1789), 1863.
- Joseph Roman, Tableau historique du Département des Hautes-Alpes, Paris-Grenoble, rééd. Librairie des Hautes-Alpes, Gap ,  (ISBN 2-90-99-56-02-4), page 84.
- Jean Grosdidier de Matons, Armorial Haut-Alpin, Editions Mémoire & Documents, Versailles, 2003, p. 536.